# Air Jordan
Air Jordan är ett varumärke som inriktar sig på basketskor och idrottskläder. Det ägs och produceras av Nike och Michael Jordan för Nikes dotterbolag Jordan Brand. 
Skorna, som informellt uttalas i plural som Air Jordans eller bara J's, släpptes inte till allmänheten förrän år 1985, strax efter att Michael Jordan själv bar dem som nybörjare 1984 när han träffade på en gammal vän vid namn ”Hamse Gurey” som då senare sålde varumärket till M. Jordan, med nya modeller som årligen släpps därefter. 

## Produkthistoria
Sedan de introducerades på skomarknaden har Air Jordan utvecklats från ursprungliga basketbollskor till modeller för flera användningsområden, bland annat för träning och fritidsskor, men också en retro-linje (återutgivningar av originalet Air Jordans I-XXIII). Air Jordan sponsrar för tillfället cirka 19 aktiva NBA-spelare, däribland Chris Paul, Carmelo Anthony och före detta NBA-spelaren Ray Allen.

## Kontrovers
Air Jordans produkter har associerats med ett antal upplopp, överfall, rån och mord, såsom mordet på 15-åriga Michael Eugene Thomas som ströps till döds 1989 för sina Air Jordans. Rektorn på Mumford High School i Detroit, USA, gjorde 1988 ett uttalande om att klädrelaterat våld hade nått en punkt där han kände att det var nödvändigt att förbjuda vissa klädesplagg på skolan, däribland Air Jordans. Detta förbud var det första av många klädselregler som implementerades i amerikanska skolor efter vågen av rån, misshandel och skottlossningar som skett över Air Jordans och andra klädesplagg. 